# ۳۴۳ (قمری)
۳۴۳ (قمری)، سیصد و چهل و سومین سال در گاهشماری هجری قمری است. اول محرم این سال برابر با دوازدهم مه سال ۹۵۴ میلادی است.

## درگذشتگان
- ربیع‌الاول – نوح یکم سامانی امیر سامانیان